# Tadeusz Breza

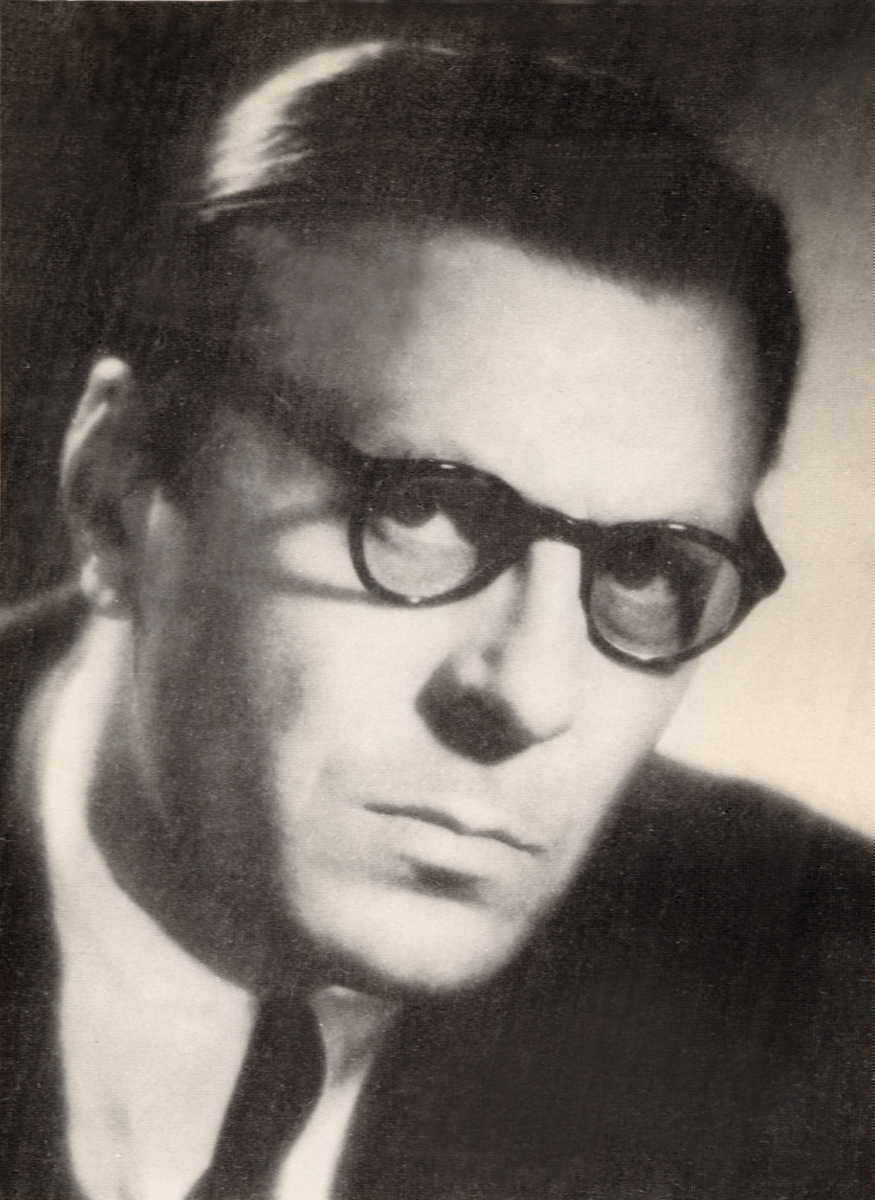
Tadeusz Breza, 1970

Tadeusz Breza (* 31. Dezember 1905 in Siekierzyńce; † 19. Mai 1970 in Warschau) war ein polnischer Schriftsteller.

## Leben und Werk
Nach dem Abitur 1924 in Posen studierte Breza zunächst in Warschau und London Jura und Philosophie und schloss dies mit einer Arbeit über David Hume ab, absolvierte jedoch auch eineinhalb Jahre das Noviziat der Benediktiner in Belgien. Breza war dann von 1929 bis 1932 Sekretär und Attaché in London, von 1933 bis 1937 arbeitete er für die Warschauer Zeitung Kurier Poranny. Von 1955 bis 1959 war er Kulturattaché in Rom, von 1961 bis 1965 arbeitete er als Kulturattaché in Paris. Breza war der Bruder des Architekten Achilles Breza.
Breza debütierte 1936 mit dem Roman Adam Grywałd, nach dem Zweiten Weltkrieg schuf er den Romanzyklus Die Mauern von Jericho (1946). Er schrieb weiterhin Das Gastmahl des Balthasar (1952, dt. 1955) und das Tagebuch aus seiner Zeit in Rom Das Bronzetor (1959, dt. 1962). Seine Erfahrungen mit der Kurie verarbeitete er in dem Roman Audienz in Rom (1960, dt. 1962).
Breza weilte auf Einladung des Comité International pour le Placement des Intellectuels Réfugiés vom November 1947 bis zum Januar 1948 in der Westschweiz. Er verfasste währenddessen eine kritische Artikelfolge für die polnische Wochenzeitung Odrodzenie mit dem Titel "Schweizer Notizbuch". Darin konstatiert Breza sterile Sauberkeit, ein Unverständnis für die Leiden und Gräuel des Kriegs sowie geistige Stagnation als Folge der Furcht vor jeder Veränderung.